# Cannonball Run II
Cannonball Run II (titulada: Los locos del Cannonball 2 en España y Carrera de locos 2 en Hispanoamérica) es una película de comedia y acción estadounidense estrenada en el año 1984, dirigida por Hal Needham y protagonizada por Burt Reynolds, Dom DeLuise, Dean Martin, Jackie Chan, y un grupo de estrellas en papeles de reparto. Siendo distribuida por Warner Bros. Pictures, es la segunda parte de la película The Cannonball Run de 1981, pero no pudo igualar la popularidad de la primera cinta, recibiendo críticas generalmente negativas.
Esta fue la última de las comedias de "fórmula" de Reynolds. También marcó las apariciones finales en largometrajes de Martin y Frank Sinatra. Sus apariciones, junto con las de Sammy Davis Jr. y Shirley MacLaine, marcaron la aparición final en pantalla del equipo Rat Pack. La película también marcó la aparición cinematográfica final de Jim Nabors antes de su muerte en noviembre de 2017.

## Argumento
Habiendo perdido la primera carrera de Cannonball Run, su padre, el rey Abdul ben Falafel (Ricardo Montalbán) le ordena a su hijo, el jeque Abdul ben Falafel (Jamie Farr) que regrese a Estados Unidos y gane el otro Cannonball Run para "adornar el nombre de Falafel como el corredor más rápido del mundo". Cuando el jeque Abdul señala que ese año no hay Cannonball Run, su padre simplemente le dice que "compre uno".
Para asegurarse de que su "Royal Ulcer" no le impida ganar, el jeque contrata al doctor Nikolas Van Helsing (Jack Elam), quien se asoció con J. J. McClure (Burt Reynolds) y Victor Prinzi (Dom DeLuise) en la primera carrera como su médico a bordo. La mayoría de los participantes de la primera carrera son atraídos de regreso, incluidos J. J. y Victor, que han aceptado trabajos con un equipo de acrobacias voladoras.
En una subtrama, Jamie Blake (Dean Martin) y Morris Fenderbaum (Sammy Davis Jr.) tienen problemas financieros con Don Don Canneloni (Charles Nelson Reilly), quien a su vez tiene problemas financieros con el matón Hymie Kaplan (Telly Savalas). Después de que el jeque logra rescatar a Blake y Fenderbaum entregándole a uno de los matones de Don Don una pila de dinero en efectivo, Don Don trama un plan para secuestrar al jeque en un intento de extorsionarlo.
La carrera comienza con J. J. y Victor vestidos como un general del ejército estadounidense y su conductor, un soldado raso. Captan la atención de Betty (Marilu Henner) y Veronica (Shirley MacLaine), que están vestidas como monjas para un musical, pero permanecen en el personaje y viajan con J. J. y Victor cuando creen que los chicos podrían convertirse en millonarios de la noche a la mañana. No pierden sus hábitos hasta más tarde.
Otros corredores incluyen al ingeniero de Mitsubishi Jackie Chan, quien se asoció con un gigante al volante de un automóvil, un Mitsubishi Starion, capaz de sumergirse en el agua. En un Lamborghini Countach rojo (blanco al principio) con "dos chicas guapas en él" (como dicen continuamente los policías que las persiguen) está el dúo de Jill Rivers (Susan Anton) y Marcie Thatcher (Catherine Bach). Otro equipo en un Cadillac Fleetwood está acompañado por un orangután, que parece ser el chofer del vehículo. Son detenidos en un momento por dos oficiales de la Patrulla de Caminos de California.
J. J. y Victor se detienen en el camino para ayudar a un soldado varado, Homer Lyle (Jim Nabors). También se familiarizan mucho mejor con sus pasajeros, Betty y Veronica, que se ponen algo un poco más cómodo.
Los ejecutores de Don Don continúan cometiendo errores en el camino, con resultados desastrosos.
Después de que la pandilla de Don Don captura al jeque, los corredores se unen para invadir el "Rancho Pinto" de Don Don. J. J., Victor y Fenderbaum se infiltran en la fricción, vestidos como bailarinas del vientre. Otros se precipitan en automóvil y rescatan al jeque, que se muestra reacio a irse, ya que tiene su selección de mujeres allí. Los tres "bailarines" y Blake acuden a su líder en busca de ayuda, solo para que él mismo se adentre en la carrera.
Al final, el jeque financia el Rancho de Don Don y luego declara que está subiendo las apuestas a $ 2 millones para el ganador. Todos saltan a sus automóviles y corren hacia la línea de meta, evitando a los patrulleros de tráfico en el camino.
Resulta que el jeque vuelve a perder, esta vez culpando al médico que lo acompañaba por inyectarle una sustancia desconocida. Pero convence a su padre de que ganará la carrera de ida y vuelta, habiendo contratado al ganador de esta. Resulta ser el orangután con una inclinación por el comportamiento destructivo y darles el dedo medio a las ancianas.

## Reparto
- Burt Reynolds y Dom DeLuise como J. J. McClure y Victor Prinzi / Capitán Caos.
- Dean Martin y Sammy Davis Jr. como Jamie Blake y Morris Fenderbaum.
- Ricardo Montalbán como el rey Abdul ben Falafel.
- Jamie Farr como el jeque Abdul ben Falafel.
- Telly Savalas como Hymie Kaplan.
- Jackie Chan como el ingeniero de Mitsubishi.
- Marilu Henner como Betty.
- Shirley MacLaine como Veronica.
- Susan Anton como Jill Rivers (originalmente interpretada por Tara Buckman).
- Catherine Bach como Marcie Tratcher (originalmente interpretada por Adrienne Barbeau).
- Richard Kiel como Arnold, el conductor del ingeniero de Mitsubishi.
- Jack Elam como el doctor Nikolas Van Helsing.
- Charles Nelson Reilly como Don Don Canneloni.
- Michael V. Gazzo como Sonny, uno de los secuaces de Don Don.
- Alex Rocco como Tony, uno de los secuaces de Don Don.
- Henry Silva como Slim, uno de los secuaces de Don Don.
- Abe Vigoda como César, secuaz de Don Don.
- Jim Nabors como el soldado Homer Lyle, una parodia de su personaje popular, Gomer Pyle.
- Frank Sinatra como él mismo.
- Mel Tillis y Tony Dance como Mel y Tony, los conductores de limusinas con el orangután.
- Tim Conway y Don Knotts como oficiales de la Patrulla de Caminos de California que detienen al orangután conductor.
- Molly Picon como Sra. Goldfarb, la madre de Seymour. Retoma su papel en esta secuela.
- Joe Theismann como Mack, un camionero que ayuda a Jill y Marcie.
- Jilly Rizzo como Jilly.
- Fred Dryer como el sargento de la Patrulla de Caminos de California.

## Producción
Jaclyn Smith originalmente estaba destinada a ser la protagonista femenina, pero se retiró. "Creo que estaba muerta de miedo por estar allí contra Burt y Dom", dijo Needham más tarde, afirmando que Smith estaba preocupado por su estilo de improvisación. "No quiero a alguien en el set que esté tan asustado. Así que nos fuimos a otro lado". Fue reemplazada por Shirley MacLaine.
Frank Sinatra aceptó hacer un cameo por sugerencia de Davis y Martin. Needham escribió tres versiones del guion para él: una en la que trabajaría una semana, dos días o un día y él escogió el último. Le pagaron $ 30,000 que donó a la caridad. Era la primera película que hacía en tres años y la primera vez que se reunía con miembros de Rat Pack profesional o personalmente en tres años. Needham dice que llegó media hora antes e hizo su escena con un mínimo de alboroto.
Parte de la película se rodó cerca de Tucson, Arizona. Para mostrar el impulso de la carrera, los productores encargaron a Ralph Bakshi que animara una secuencia de dibujos animados para el final.

## Recepción

### Taquilla
En América del Norte, después de la décima más alta 1984 fin de semana inicial de US $ 8,3 millones de dólares, Cannonball Run II se ralentizó, convirtiéndose en el 32.º más popular película de 1984 en la taquilla de Estados Unidos y Canadá con una recaudación total durante la vida de US $ 28 millones, menos de la mitad recaudaciones de la primera entrega. Según una reseña de la película, Cannonball Run II todavía generó una buena ganancia, y el crítico atribuyó el éxito financiero de la película a la preventa.
La película tuvo más éxito en el extranjero. En Japón, fue la segunda película extranjera más taquillera de 1984 (junto con la película Proyect A de Jackie Chan en el tercer lugar), recaudando ¥ 2,96 mil millones. En Alemania (donde fue la séptima película más taquillera del año) y Francia, la película atrajo 3.748.167 entradas de taquilla. La película tuvo una recaudación mundial total de 56,3 millones de dólares.

### Crítica
Cannonball Run II recibió críticas más duras que su predecesora, con un índice de aprobación del 14% en Rotten Tomatoes según las revisiones de 14 críticos. Roger Ebert le dio a la película media estrella de cuatro, calificándola de "uno de los insultos más perezosos a la inteligencia de los cinéfilos que puedo recordar. La pura arrogancia hizo esta película". El coanfitrión de Ebert del programa de televisión At the Movies, Gene Siskel, también dio una dura crítica a esta película, calificándola de "una estafa total, una película engañosa, que le da mala fama a las películas". Siskel incluso la nombró su película menos favorita que había visto durante su tiempo en At the Movies with Ebert. Ambos críticos expresaron desconcierto por las elecciones de carrera de Burt Reynolds, declarando que estaba desperdiciando su considerable talento y señalando que a la gran base de fanáticos de Reynolds no le gustó la película (ni el reciente Stroker Ace) y dejaría de ir a ver sus películas si seguía haciendo películas tan terribles.
La película recibió ocho Premios Golden Raspberry nominaciones en los 1984 premios Golden Raspberry, incluyendo peor película, peor actor y peor actriz.